# Konrad Misiewicz
Konrad Misiewicz (ur. 19 lutego 1985) – polski piłkarz ręczny, grający na pozycji rozgrywającego. Reprezentował barwy m.in. BKS Stalprodukt Bochnia.
Wychowanek Azotów Puławy. Reprezentował barwy m.in. BKS Stalprodukt Bochnia.